# Keith Wright (homme politique)
Pour les articles homonymes, voir Keith Wright et Wright.
Keith Webb Wright, né le 9 janvier 1942 à Toowoomba (Queensland) et mort le 13 janvier 2015 au Viêt Nam, est un homme politique et criminel australien.

## Biographie
Diplômé de l'Université du Queensland et du Kelvin Grove Teachers College de Brisbane, il devient enseignant.

### Politique
En 1969, il est élu à l'Assemblée législative du Queensland pour le Parti travailliste australien (ALP) dans la circonscription de Rockhampton South. En 1972, une refonte de la carte électorale fait en sorte que son siège représente la circonscription de Rockhampton. Il est réélu sans interruption jusqu'en 1984. En 1982, il devient leader de l'opposition de l'Assemblée du Queensland. 
En 1984, il abandonne son siège et son poste de leader de l'opposition pour passer sur la scène politique fédérale: il est élu député de la circonscription de Capricornia pour l'ALP.

### Condamnation pour viol d'enfant
En 1993, il est accusé d'indécence et de viol d'enfant. L'ALP lui retire son soutien et il se présente comme candidat indépendant aux élections de mars. Avec 5,9 % des voix, il est battu par la candidate travailliste, Marjorie Henzell.
En décembre 1993, il est jugé coupable et condamné à huit ans d'emprisonnement. À sa sortie de prison, il quitte l'Australie et s'installe au Viêt Nam, où il ouvre un centre de formation pour enseignants en langue.